# Vegetación de Brasil
La vegetación de Brasil comprende el conjunto de formaciones vegetales distribuidas por todo el [territorio] brasileño. El [Brasil] posee diferentes tipos de [vegetación]. Los principales son: La [Selva Amazónica] en el norte, el Bosque de los Cocais en el medio-norte, el Bosque Atlántico desde el nordeste hasta el sur, el Bosque de las Araucarias (Mata de los Pinos piñoneros) en el sur, la Caatinga en el nordeste, el Cerrado en el centro, el Complejo del Pantanal en el suroeste, los campos en el extremo sur con manchas dispersas en algunos estados del país y la vegetación litoral desde el Amapá hasta Río Grande del Sur.

## Formaciones de los bosques

### Bosque Amazónico

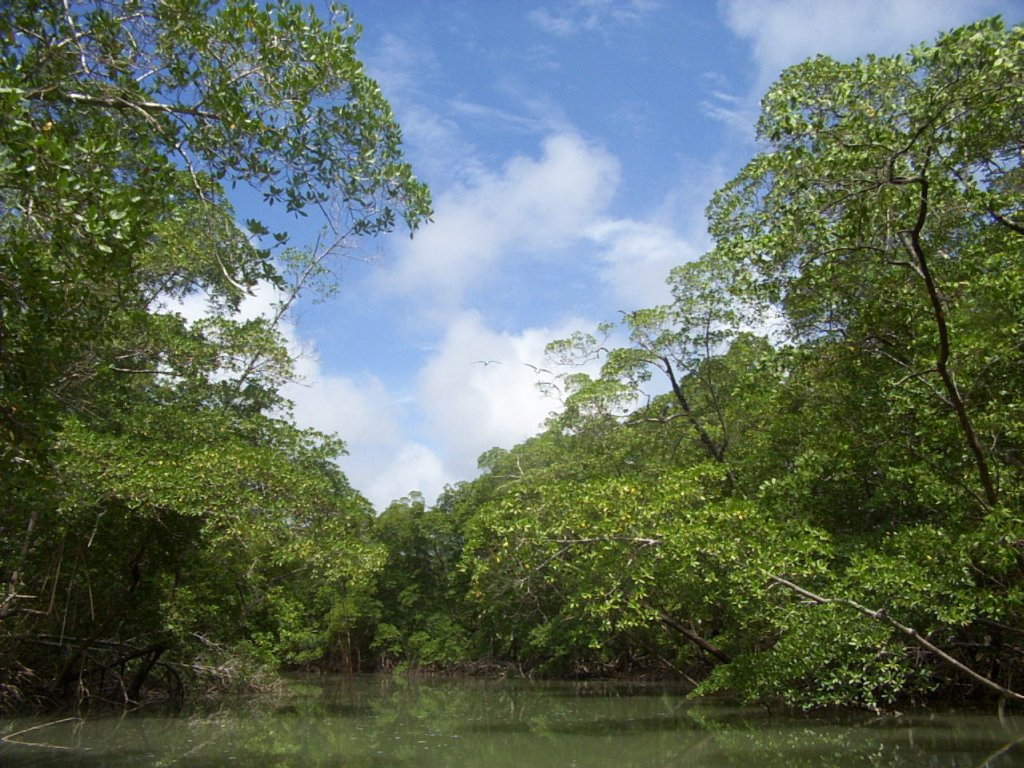
Río Amazonas en Brasil.

También conocida como Hiléia o floresta latifoliada ecuatorial, recubre cerca del 49,29% del territorio nacional, extendiéndose por la Amazonia y parte de las regiones Centro-Oeste y Nordeste. Constituye una de las más extensas áreas forestales del mundo.
Muy densa y cerrada, con gran variedad de especies, la Floresta Amazónica se caracteriza por gran humedad, altos índices de lluvia, elevadas temperaturas y pequeña amplitud térmica. El nombre latifoliada deriva del latim (lati = "ancho") e indica la predominancia de especies vegetales de hojas anchas.
Acompañando esa floresta hay una enmarañada red de ríos, que corren en un relieve donde predominan tierras bajas (llanuras y bajas planicies). Los suelos son, en general, poco fértiles.
A pesar de su aparente uniformidad, la Floresta Amazónica abriga tres tipos de asociaciones, así divididas:
- bosque de igapó: constantemente inundado, está formada principalmente por palmeras y árboles no muy altas, emarañadas por lianas. Es bastante rica en especies vegetales;
- bosque de várzea: más compacto, sufre inundaciones periódicas. Presenta árboles grandes, sobresaliendo el árbol del caucho, por su valor económico;
- bosque de tierra firme: poco inundado, es el que presenta árboles más altos. En ella son comunes el castaño, el guaraná y el caucho.

Las quemadas para la apertura de pastos, instalación de haciendas para cría de ganado y plantaciones de diversos productos agrícolas, las deforestaciones para retirada de madera y la minería son los principales impactos provocados por la ocupación humana en la Amazonia.
La Floresta Amazónica es una verdadera farmacia natural al aire libre, cuyos árboles, bejucos y otras especies suministran remedios para todos los males del cuerpo humano, desde enfermedades del corazón hasta diabetes. Por eso ha sido codiciada por los mayores laboratorios del mundo, que han extraído de ella una infinidad de medicamentos.

### Bosque de los Cocais

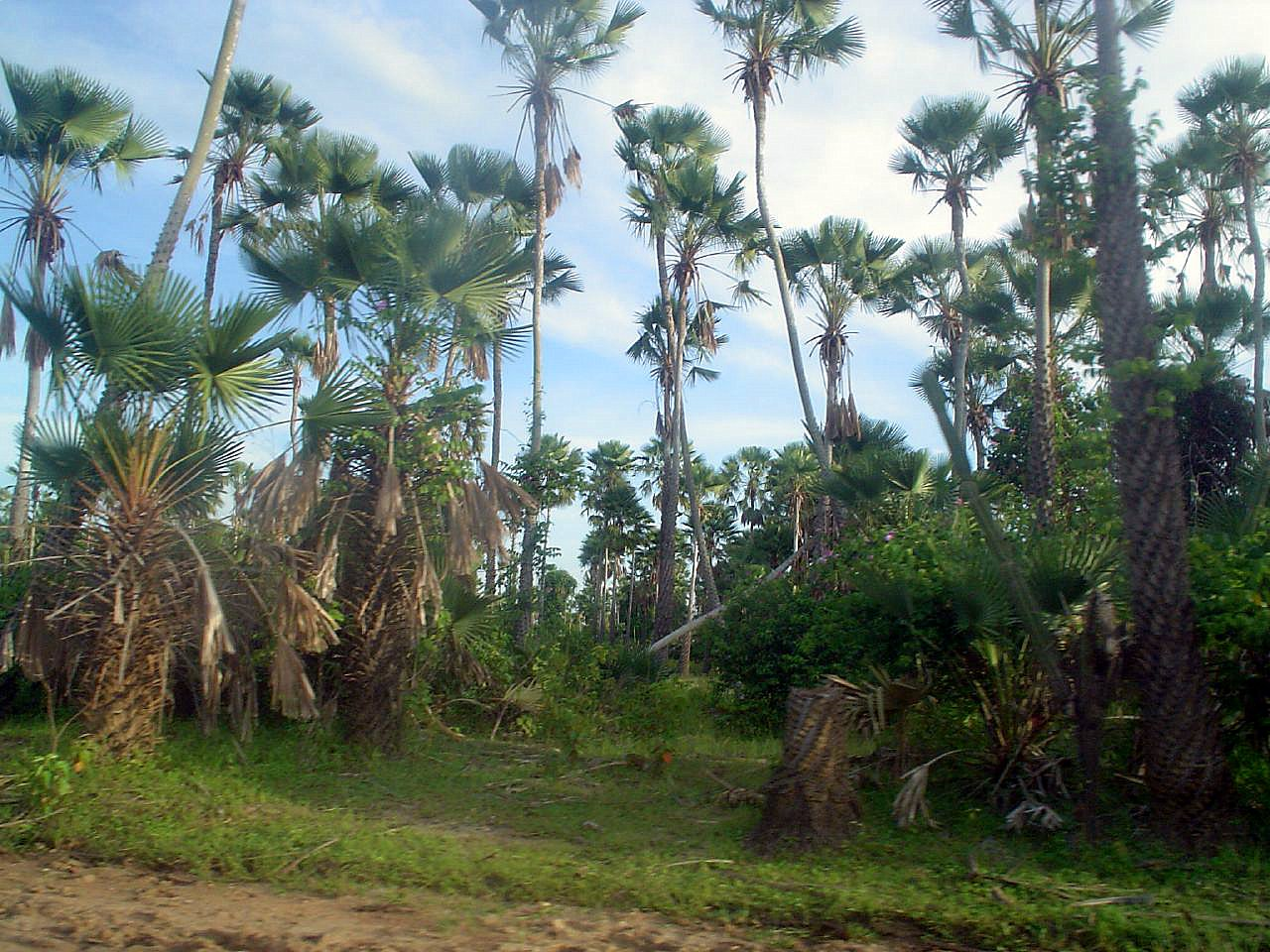
Mata de los Cocais.

Comprende predominantemente los estados del Maranhão y Piauí (Medio-Norte), pero se distribuye también por el Ceará, Río Grande del Norte y Tocantins. Está en una zona de transición entre los ecosistemas de la Floresta Amazónica y de la caatinga. Es clasificada como una formación forestal, pero, en la realidad, constituye una formación vegetal secundaria, por su acentuada deforestación. En ese ecosistema predominan dos tipos de palmera muy importantes para la economía local:
- Babaçu, de cuya almendra se extrae el aceite; las hojas son usadas para la cobertura de casas y el palmito como alimento para el ganado. Una rica artesanía emplea sus hebras para confeccionar esteras, cestos y bolsas. De la cáscara del coco, pueden ser retirados el alquitrán y el acetato.

- Carnaúba, cuyo producto más conocido es la cera. Cómo todo lo de esa palmera puede ser aprovechado (hojas, hebras), el nordestino la denominó "árbol de la providencia".

En la Mata de los Cocais, las altas temperaturas son constantes. Los pastos representan el principal impacto ambiental en ese ecosistema.

### Mata Atlántica

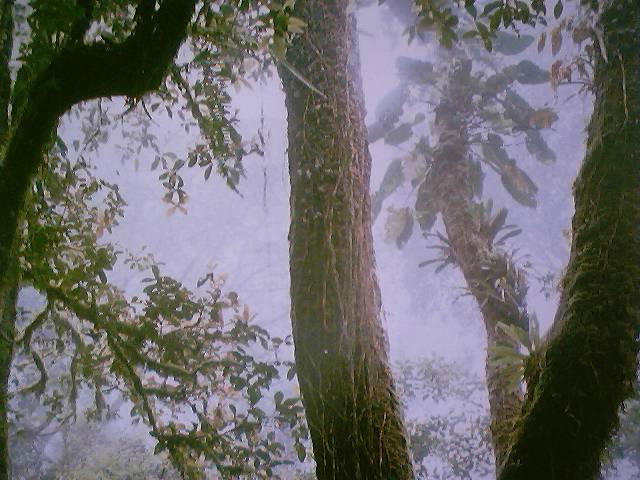
Mata Atlántica.

Se extiende desde el Río Grande del Norte hasta el Río Grande del Sur, junto al litoral, casi sin interrupciones. Predominando en regiones de clima caliente y húmedo, con veranos suaves, surge en las pendientes de las sierras litorales. Topográficamente, surge en sierras elevadas (escarpas del Planalto Atlântico) en formas redondeadas, llamadas "mares de morros". Esta formación vegetal se presenta muy densa, emarañada y con gran variedad de vegetales hidrófilos (adaptados a ambientes húmedos) y perennes.
Debido a su localización geográfica es la formación vegetal brasileña que más devastaciones ha sufrido, principalmente en tramos menos elevados del relieve. Ese impacto ambiental es una de las consecuencias de la intensa urbanización e industrialización que se produjo en Brasil.

### Mata Intermediaria
Es la misma floresta húmeda de las pendientes, pero se desarrolla en las vertientes de las sierras, a la retaguardia del mar, no influenciadas directamente por la humedad marítima. Muy densa, presenta especies bastante altas y de troncos gruesos. Sin embargo, cuando se desarrolla en suelos e arenisca, o calcáreos, el aspecto de la floresta se modifica completamente: se hace menos densa, con árboles más bajos y de troncos finos. Casi enteramente devastada, por poseer suelos fértiles para la agricultura, restan, de su formación original, solo, algunos tramos dispersos.
El nombre latifoliada deriva del latín e indica la predominancia de especies vegetales de hojas anchas.

### Mata de Araucária

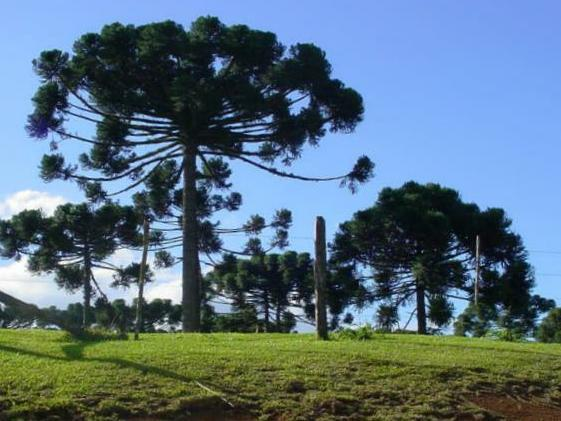
Mata de Araucarias

Predomina en regiones de clima subtropical y tropical de altura, que presentan regular distribución de las lluvias en todos los meses del año, se extiende desde el sur de São Paulo hasta el norte del Río Grande del Sur, en tramos más empinados del relieve (Campos del Jordão, por ejemplo). Es muy común en el planalto Meridional, en los estados de Paraná y Santa Catarina.
El nombre aciculifoliada viene del latim (aciculi = "pequeña aguja") e indica el predominio de especies que presentan hojas puntiagudas.  Destaca la Araucaria angustifolia, más conocida como abeto del paraná, pero aparecen también otras especies, como la imbuia, el cedro, el ipê y la hierba mate.
Los suelos en que se desarrolla, en general de origen volcánico, son más fértiles que los de las áreas tropicales lo que explica la grande devastación sufrida por esa vegetación para el aprovechamiento agrícola.
Además de esas formaciones forestales aparecen aún en Brasil algunos otros subtipos, mereciendo destacarse la mata de los Cocais y los bosques de galería.
A mata de los Cocais es una formación de transición entre la Floresta Amazónica y la Caatinga, comprendiendo áreas del Maranhão, Piauí y Tocantins. El babaçu es la especie predominante.
Los bosques de galería son florestas que se desarrollan a lo largo de los cursos de agua, cuya humedad las mantiene. Prácticamente devastadas por la ocupación humana, se restringen a tramos del cerrado o de los campos del Río Grande del Sur.
Se calcula que el 5% del área original de los piñeiros está preservada. La retirada de la madera, para la producción de muebles y papel de periódico, y la agropecuaria son los principales factores de su devastación acentuada y compleja .

## Formaciones complejas

### Cerrado

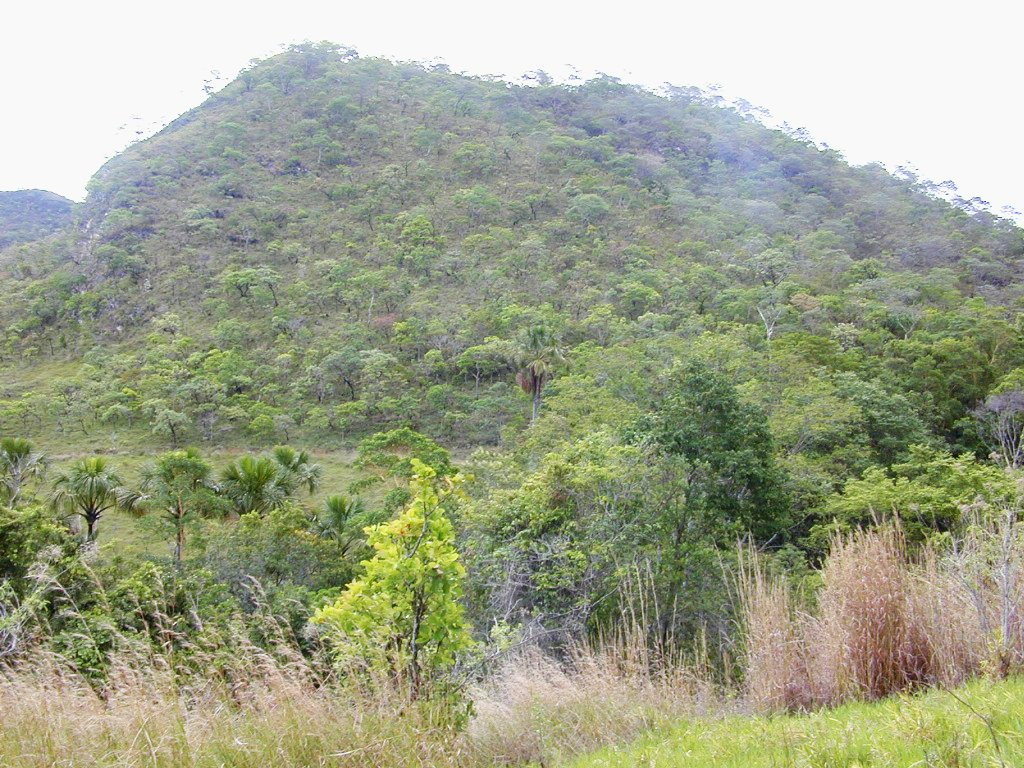
Cerrado.

Tras la Floresta Amazónica, es la formación vegetal brasileña que más se esparció, predominando en el planalto Central, pero apareciendo también como manchas dispersas en otros puntos del país (Amazonia, región de la caatinga del Nordeste, São Paulo y Paraná), recubriendo más del 20% del territorio nacional. Predomina en áreas de clima tropical, con dos estaciones: verano lluvioso e invierno seco.
No es una formación uniforme, lo que permite identificar dos áreas: el cerradão y el cerrado propiamente dicho. En el cerradão existen más árboles que arbustos. En el cerrado, bastante ralo, aparecen pocos arbustos y árboles bajos, de troncos sinuosos y corteza espesa, que presentan ramas retorcidas, con hojas muy duras; entre los árboles y los arbustos, se esparce una formación continua de gramíneas altas.

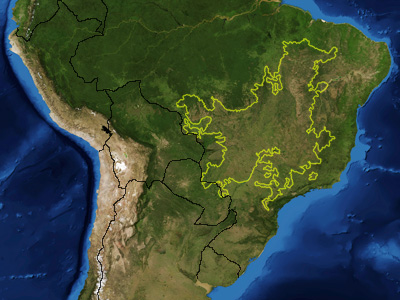
Imagen de satélite con el cerrado destacado.

El cerrado se esparce por las mesetas y por algunas escarpas acentuadas.
De entre los factores que explican la fisionomía del cerrado, además de la escasez de agua, se destacan la profundidad de la capa freática y la naturaleza de los suelos, ácidos y con deficiencias minerales.
La expansión agropecuaria, los garimpos, la construcción de carreteras y ciudades como Brasilia y Goiânia, son los principales aspectos provocados por la acción humana, que redujeron ese ecosistema a pequeñas manchas distribuidas por algunos estados brasileños.
El cerrado fue declarado "Sitio del Patrimonio Mundial" por la Unesco en 13 de diciembre de 2001.

### Caatinga

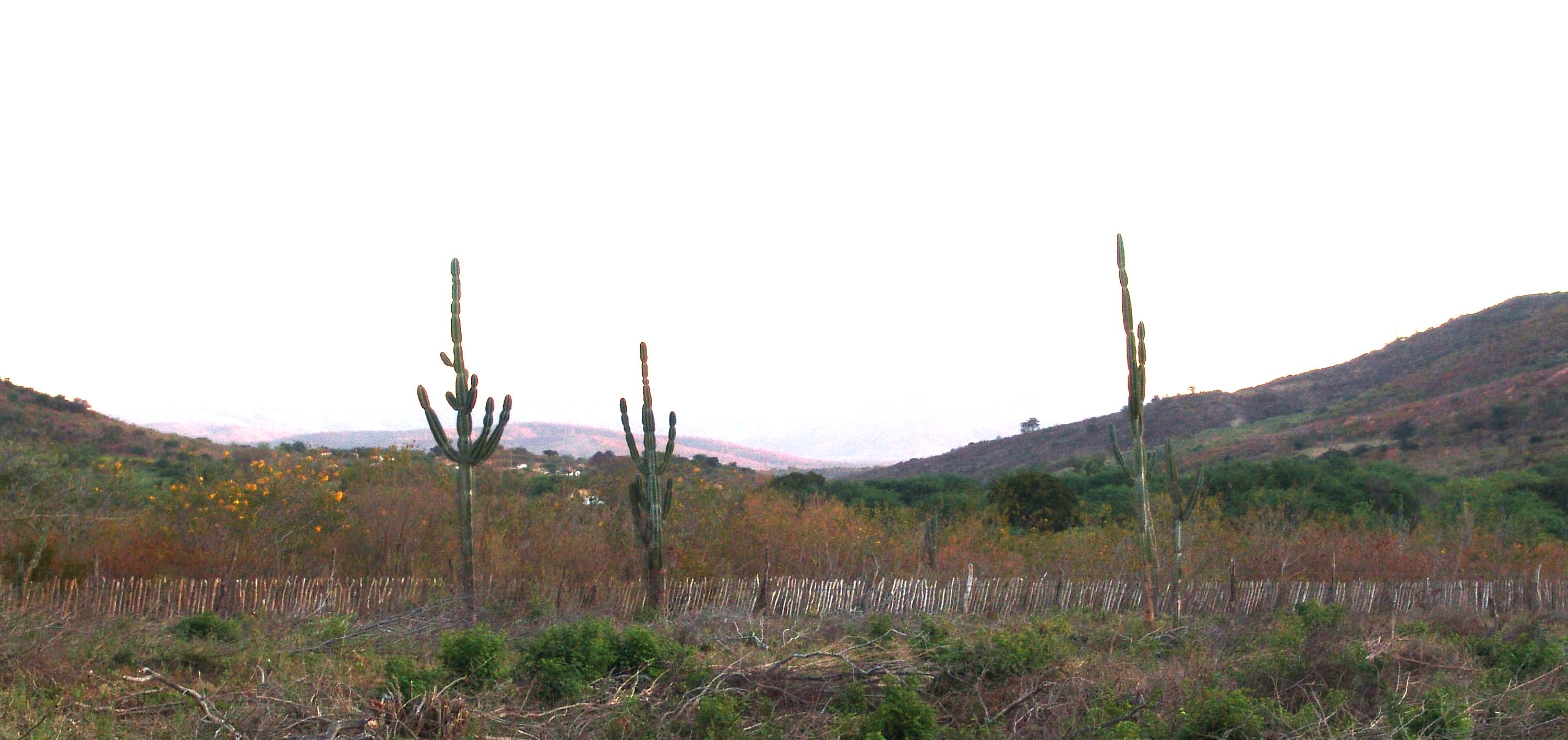
Caatinga: formación vegetal xerófila que aparece en el Polígono de las Sequías.

Predominando en la región de clima semiárido del Nordeste es una formación vegetal típicamente xerófita, o sea, adaptada a la escasez de agua. Es una vegetación dispersa, que se esparce por los macizos y mesetas, por donde corren ríos, en general intermitentes.
Desarrollándose en suelos casi rasos y salinos, se presenta muy heterogénea: en algunos tramos, predominan árboles dispersos; en otros, arbustos aislados; y en otros, aún, solo rodales de gramíneas altas.
La falta de agua impone múltiples adaptaciones a los vegetales en la caatinga, que van desde la pérdida de las hojas en la estación más seca hasta la aparición de largas raíces, en búsqueda de lechos subterráneos de agua. Entre las principales especies de árboles, están el juazeiro, el angico, la barriguda, y, entre los arbustos, las cactáceas, como el xiquexique y el mandacaru.
Actualmente, la Caatinga viene siendo agredida al sufrir el impacto del riego, drenaje, creación de pastos, latifundios y de la desertización.

### Pantanal
Ocupando la llanura del Pantanal Sur Mato-Grossense, es una formación mixta que presenta especies vegetales propias de las florestas, de los campos, de los cerrados y hasta de la caatinga.
Se pueden identificar en esa formación tres áreas diferenciadas: las siempre inundadas, en las cuales predominan las gramíneas; las periódicamente inundadas, en las cuales se destacan diversos tipos de palmeras (buritis, paratudos y carandás); y las que no sufren inundaciones y son más densas, apareciendo en ellas el quebracho y el angico.

## Formaciones campestres

### Campos meridionales
Formaciones de campo limpio, o sea, constituidos predominantemente por gramíneas, aparecen en manchas dispersas, a partir de la latitud de 20°S. En São Paulo, en Paraná y en Santa Catarina reciben la denominación de campos del planalto; en Río Grande del Sur, son conocidos como campos de la Campaña o Campaña Gaúcha; y en Mato Grosso del Sur, donde aparecen en tramos dispersos, son llamados campos de vacaria. En el suroeste del Río Grande del Sur, los campos meridionales surgen en un relieve dominado por colinas suaves y de vertientes poco acentuadas conocidas como coxilhas.

### Campos sucios
Presentan una emarañada mezcla de gramíneas y arbustos, generalmente procedente de la degradación de los cerrados. Sus límites son bastante indefinidos.

### Campos de la Hiléia
Conocidos como campos de la várzea, se caracterizan por estar inundados en la época de las crecidas. Aparecen en el bajo Amazonas y en tramos del estado del Pará, principalmente en la parte oeste de la isla de Marajó.

### Campos serranos
Surgen en porciones más elevadas del territorio nacional, en puntos donde el relieve sobrepasa los 1.500 m, como en las sierras de la Bocaina y del Itatiaia. Menos densas que las otras formaciones campestres, presentan algunas especies vegetales adaptadas a la altitud.

## Formaciones litorales
Ocupan porciones más restringidas del litoral, en hendiduras de la costa, donde las aguas son poco movidas, como los pantanos litorales, los pantanos y las regiones inundadas por la marea alta. En ellos predominan vegetaciones halófitas (que se adaptan a ambientes salinos), con raíces aéreas y respiratorias, dotadas de pneumatóforos que les permiten absorber el oxígeno incluso en áreas inundadas. Conforme a la topografía y la humedad del suelo, es posible distinguir el mangle rojo, en las partes más bajas, el mangle-siriúba, donde las inundaciones son menos frecuentes; y el mangle-blanco, en suelos firmes.

### Formaciones de los litorales arenosos
Las playas y las dunas aparecen en vastas extensiones de nuestro litoral y en ellas surgen formaciones herbáceas y arbustivas. En las playas, esas formaciones son poco densas, pero, en las dunas, son relativamente compactas. Generalmente, entre el litoral arenoso y la sierra aparece también el jundu, formación de transición de la floresta al suelo salino, al alcanzar el litoral.

## Dominios florestales

Ecorregiones terrestres de Brasil, según el WWF.

El paisaje natural brasileño viene sufriendo serias devastaciones, disminuyendo su extensión territorial y su biodiversidad.
La Amazonia, desde mucho tiempo, sufre con las quemadas, realizadas para prácticas agrícolas, a pesar de su suelo no ser adecuado para tales actividades. Con las quemadas, las lluvias, constantes en la región, terminan por alcanzar más intensamente el suelo (antes protegido por las copas de los árboles), que, consecuentemente, sufre lixiviación, perdiendo su humus, importante para la fertilidad de la vegetación. También se realiza una intensa deforestación en la región para minería y para extracción de madera.
También en la Mata Atlántica, impropia para la agricultura y para la cría de ganado, sufre agresiones antrópicas, principalmente en la caza y pesca predatorias, en las quemadas y en la polución industrial. En función de eso, el gobierno federal estableció que la Chapada Diamantina sería una área de preservación ambiental.
Sufren aún el Pantanal, los manglares y las araucarias.

### Dominio Amazónico
Situado, en su mayor parte, en la región Norte del país, el dominio amazónico compone planaltos, depresiones y un rango latitudinal de llanura y presenta vegetación perennifolia, latifoliada (de hojas anchas), rica en madera de ley y densa, lo que impide la penetración de cerca de 95% de la luz solar en el suelo y, por lo tanto, el desarrollo de herbáceas.
En el verano, cuando la zona de convergencia intertropical se establece en el sur del país, los vientos formados en el anticiclón de Azores son llevados por el movimiento de los alisios al continente y, al penetrarlo, asimila la humedad proveniente de la evapotranspiración de la Floresta Amazónica. Esa masa de aire húmeda es llamada de masa ecuatorial continental, siendo responsable del alto índice pluviométrico de la región. Además de húmeda, la Floresta Amazónica también es caliente, presentando, en función de su cobertura latitudinal, clima ecuatorial.
En el invierno, cuando la Zona de convergencia intertropical se establece en el norte del país, la masa polar atlántica, procedente de la Patagonia, después de recorrer el largo pasillo entre la Cordillera de los Andes y el Planalto Central, llega a la Amazonia ya seca, sin embargo, aún fría, lo que ocasiona enfriamiento en la región y, con eso, disminución de las lluvias.
La vegetación de la Amazonia, además de latifoliada y densa, posee suelo del tipo latosol pobre en minerales y una gran variedad de especies, generalmente autofágicas, en virtud de la gran presencia de humus en las hojas. Se observa la presencia de tres subtipos: la mata de tierra firme, donde se nota la presencia de árboles altos, como el guaraná, el caucho (del cual se extrae el látex) y el castaño de pará, que, en general, alcanza 60 metros de altura, la mata de igapó, localizada en tierras más bajas, zonas inundadas por los ríos y donde viven plantas como la victoria regia, y la mata de várzea, donde se encuentran palmeras, seringueiras y jatobás.

### Dominio del Cerrado
Con localización, en su mayor parte, en la porción central del país, el Cerrado está constituido, en general, por una vegetación caducifolia, o sea, las plantas tiran sus hojas estacionalmente para soportar un periodo de sequía, exactamente porque el clima de la región es tropical típico, con dos estaciones bien definidas (típicas): verano húmedo e invierno seco.
La humedad del verano se debe principalmente a la actuación de la masa tropical atlántica, húmeda, por formarse en el archipiélago de Azores, y caliente, en función de la tropicalidad.
En la región se encuentran también los escudos cristalinos del Planalto Central.

### Dominio de la Caatinga
La Caatinga está localizada en la región Nordeste, presentando depresiones y clima semiárido, caracterizado por las altas temperaturas y por la desigual distribución de lluvias durante el año.
La masa ecuatorial atlántica, formada en el archipiélago de Azores, al llegar al Nordeste, es detenida en el barlovento del Planalto Nordestino (principalmente Borborema, Apodi y Araripe), donde gana altitud y precipita (lluvias orográficas), llegando prácticamente seca a la Caatinga.
A pesar de su apariencia, la vegetación de la Caatinga es muy rica, variando la mayoría de ella conforme la época de lluvias y conforme a la localización. Muchas especies aún no fueron catalogadas.

### Dominio de los mares de Morros
Localizado en gran medida en la parte este, el dominio de los mares de morros es así llamado a causa de su forma, formada por la erosión, generada principalmente por la acción de las lluvias.
Se encuentran en la región de la floresta tropical, Mata Atlántica o mata litoral, caracterizada por la presencia de una gran variedad de especies; la llanura litoral, grandemente devastada, donde aún se destacan las dunas, los mangles y las playas, y sierras elevadas, como la Sierra del Mar, la Sierra del Espinhaço y la Sierra de la Mantiqueira.
En el litoral del Nordeste, se encuentra el suelo de massapé, excelente para la práctica agrícola, estando históricamente unido al monocultivo latifundista de la caña de azúcar.
Presenta clima tropical típico y tropical litoral, caracterizado por la actuación de la masa tropical atlántica, formada en el archipiélago de Santa Helena.

### Dominio de las araucarias
Las araucarias se extendían por grandes extensiones del Planalto Meridional, pero, a causa de la intensa devastación generada para el desarrollo de la agropecuaria y de la extracción, hoy solo son encontradas en áreas reforestadas y áreas de preservación.
Comprende planaltos y mesetas, constituyendo una vegetación aciculifoliada (hojas en forma de aguja), abierta y rica en madera blanda, utilizada en la fabricación de papel y cartón.
Se destaca aún en la región el suelo de tierra rosa, localizado en prácticamente toda la parte occidental de la región sur, suroeste de São Paulo y Sur del Mato Grosso del Sur. Altamente fértil y originado en la descomposición de rocas basálticas, el suelo de tierra rosa, fue ampliamente utilizado en el cultivo del café.
Presenta clima subtropical, caracterizado por lluvias bien distribuidas durante todo el año, por veranos cálidos y por la actuación de la masa polar atlántica, responsable de los inviernos fríos, marcados por la congelación del rocío (geada).

### Dominio de las praderas
Localizado en el extremo sur de Brasil, también presenta clima subtropical, estando por lo tanto marcado por la actuación de la masa polar atlántica.
En Brasil, también es llamado la Pampa o Campos. Se caracteriza por la presencia del suelo de brunizens, producto de la descomposición de rocas sedimentarias e ígneas, lo que posibilita el desarrollo de la agricultura y principalmente de la ganadería bovina semiextensiva.
Es notable también la presencia de coxilhas (colinas redondeadas y ricas en herbáceas y gramíneas) y de las bosques galerías en los márgenes de los ríos.